# والدمورو
والدمورو (به اسپانیایی: Valdemoro) یکی از دهستان‌های اسپانیا است که در مادرید (بخش خودمختار) واقع شده‌است.

## خصوصیات
والدمورو ۶۴٫۲ کیلومترمربع مساحت و ۷۲٬۲۶۵ نفر جمعیت دارد و ۶۱۵ متر بالاتر از سطح دریا واقع شده‌است.

## خواهرخوانده
شهرهای گدلو و Zug, Western Sahara خواهرخوانده‌های والدمورو هستند.